# 前田利章
前田 利章（まえだ としあきら）は、江戸時代中期の大名。加賀大聖寺藩の第4代藩主。

## 生涯
元禄4年（1691年）3月16日、加賀藩主・前田綱紀の五男として金沢で生まれる。大聖寺藩の第3代藩主で大叔父にあたる利直の養子となり、宝永7年（1710年）に利直が死去したため、翌年1月29日に跡を継いだ。しかし、実父の諫言も聞かずに放蕩三昧な生活を繰り返して藩財政を悪化させ、さらには凶作が原因で正徳2年（1712年）に百姓一揆が起こり、享保17年（1732年）には幕命による江戸城改修工事による出費でさらに藩財政を悪化させた。
元文2年（1737年）9月6日に大聖寺で死去した。享年47。跡を長男の利道が継いだ。

## 系譜
父母
- 前田綱紀（実父）
- 保寿院 ー 津田康政の娘、側室（実母）
- 前田利直（養父）

側室
- 貞昌院 ー 水越氏
- 桂林院 ー 内藤友真の娘
- 石倉氏

子女
- 前田利道（長男）生母は桂林院（側室）
- 前田信成、生母は石倉氏（側室）
- 富、生母は貞昌院（側室）
- 弓 ー 南部利雄正室、生母は貞昌院（側室）
- 典 ー 真田信安正室、生母は貞昌院（側室）
- 篤 ー 前田長敦室、生母は石倉氏（側室）